# Neil Miller
Neil Miller (Kingston, 1945) é um jornalista e escritor norte-americano, mais conhecido pelos seus livros sobre cultura e história LGBT. Foi editor de notícias da Gay Community News, o primeiro jornal LGBT semanal nos Estados Unidos, de 1975 a 1978. 